# Edward Perry Warren
Pour les articles homonymes, voir Warren.
Edward Perry Warren (né le 8 juin 1860 – mort le 28 décembre 1928) dit "Ned Warren" est issu d'une riche famille de Boston. Collectionneur d'art et connu en particulier pour l'acquisition de la coupe Warren.

## Biographie
Edward Warren est né le 8 janvier 1860, à Waltham, Massachusetts. Il est l'un des cinq enfants d'une famille aisée de Boston, Massachusetts. Son père était Samuel Denis Warren, qui avait  fondé le "S. D. Warren Paper Mill (en) ou Moulin à papier du Cumberland" dans le Maine.
Il fit ses études à Harvard où il rencontra John Marshall, qui devint son partenaire. Il y reçut son B.A. du Collège de Harvard en 1883 et plus tard étudia au New College (Oxford), où il acquiert son M.S. en lettres classiques. Son pôle d'intérêt principal pendant ses études était surtout l'archéologie des périodes anciennes. C'est à Oxford qu'il rencontre l'archéologue John Marshall (1862–1928), un homme jeune qu'il appelle le  "Puppy", avec qui il eut une étroite et longue relation, bien que Marshall se soit marié en 1907, à la grande consternation de  Warren.

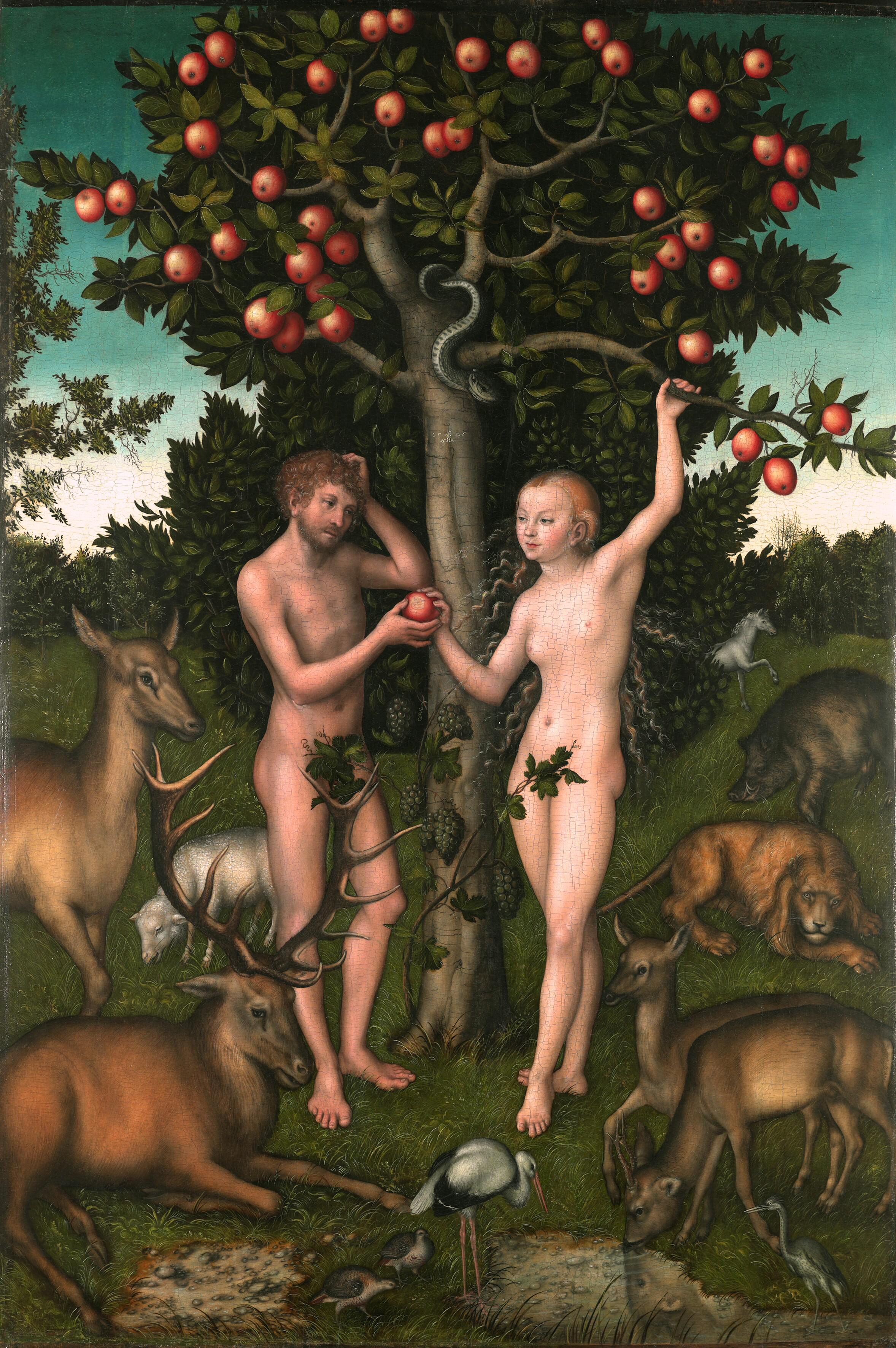
Adam et Ève, Lucas Cranach l'Ancien (1526)

Au début de 1888, Warren s'installa en Angleterre. Avec Marshall, ils vécurent ensemble dans une grande résidence à Lewes, East Sussex, où ils formèrent le centre d'un « Cercle de passionnés d'art et d'antiquités », qui déjeunaient ensemble dans une salle décorée par le tableau Adam and Eve de Lucas Cranach, qui est maintenant à l'Institut Courtauld. On raconte que « Warren tenta de reproduire la manière de vivre virile des Grecs dans sa maison du Sussex, produisant un mélange comique qui s'apparentait à la sévérité monastique (pas de thé ni de viande autorisée) mais des dépenses sans compter ».
Edward Warren passa ainsi la plus grande partie de son temps sur le continent européen, collectionnant des œuvres d'art, dont la plupart furent données au musée des beaux-arts de Boston, et rassemblant pour cette institution la plus large collection de vases érotiques peints d'origine grecque qui soit aux U.S.A. Il a été dit qu'il avait un goût certain pour la pornographie et fut un "pionnier" pour la collection d'objets érotiques.
Il publia un travail sur Une  Défense des amours uraniens en 3 volumes, qui propose  un type de relations entre personnes de même sexe, similaire à ce qui se pratiquait au temps de la Grèce classique, où un homme plus âgé pouvait agir comme guide et amant envers un homme plus jeune. En 1900, Edward Warren publia (à compte d'auteur) Le Prince qui n'existe pas, un petit livre d'art aux " Merrymount Press (en)" , "le plus beau spécimen  de travail" selon le New York Times.
Pendant ce temps, le frère ainé de Warren, Samuel D. Warren, avait repris en main la papeterie familiale. Il réussit à stabiliser la fortune familiale en 1889 avec l'assistance de l'homme de loi Louis Brandeis, pour en faire bénéficier la veuve de son père et les cinq enfants. Mais Edward Warren contesta l'administration par son frère de la fortune familiale en 1906, avec une dispute qui se termina en 1910 par le suicide de Samuel. Le cas de la fortune des Warren fut un point de discorde durant les séances du Sénat de 1916 jusqu'à la confirmation de la décision de la Cour suprême des États-Unis et resta important du fait des explications dans la jurisprudence et la responsabilité professionnelle.

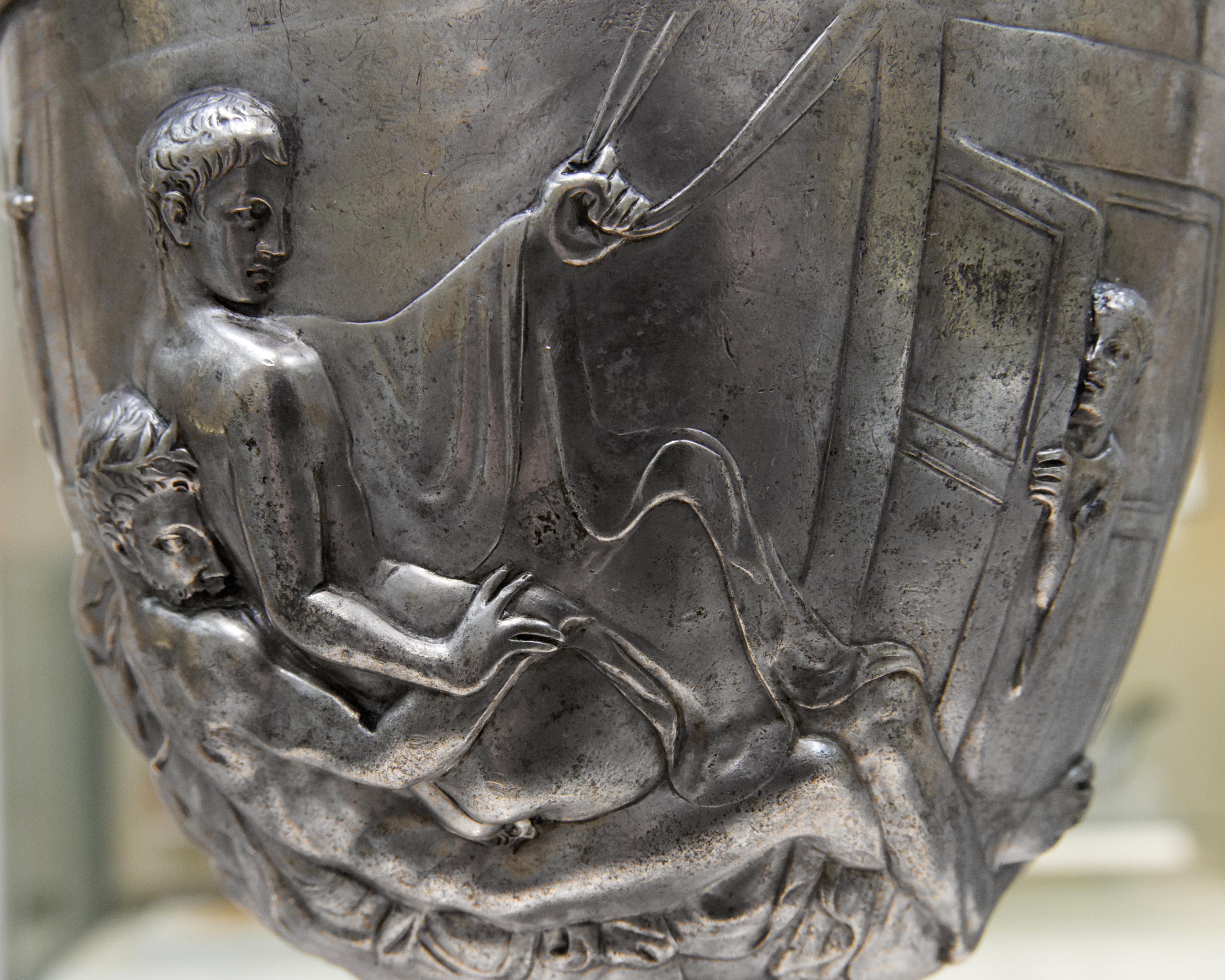
Coupe Warren, face avant

Edward Warren acheta la coupe romaine en argent connue maintenant comme la coupe Warren, actuellement au British Museum, pour la somme de 2 000 dollars en 1911 à Rome, mais il ne réussit pas à la revendre pendant sa vie à cause du thème décrivant explicitement une scène homo-érotique. La coupe fut proposée en 1930 au British Museum par les héritiers de Ned Warren, mais fut alors refusée du fait de son thème et il fallut attendre 1999 pour que la même institution l'acquière pour la somme de 1,8 million de livres sterling. La coupe Warren est le 36e objet de la série  Une histoire du monde en cent objets, de  BBC Radio 4, diffusée initialement en  2010.
Il commanda à Auguste Rodin une version de son célèbre Baiser et le légua à la ville de Lewes, qui refusa le don comme étant « trop grand et trop nu ». La statue fait aujourd'hui partie des collections de la Tate (galerie).
Edward Warren avait élu domicile à  Gorham, Maine, alors que Marshall avait une maison à Rome. Selon ses volontés, John Marshall nomma Warren comme son exécuteur testamentaire et comme son bénéficiaire.
En mars 1928, Warren donna la maison de Lewes et les propriétés qui allaient avec à H. Asa Thomas, qui était devenu son secrétaire et aussi son associé et ami.
Plus tard cette même année, Warren devint sérieusement malade et dut être opéré. Il décéda à Londres dans une maison de santé le 28 décembre 1928. Ses cendres furent enterrées dans le cimetière non catholique de Bagni di Lucca, en  Italie, une ville connue comme une source thermale au temps des Étrusques et des Romains.
Les dispositions pour sa succession furent compliquées par des problèmes légaux. Une vente aux enchères de quelque 250 pièces de son mobilier rapporta 38,885 $. La Bibliothèque Sackler (Sackler Library (en) de l'Université d'Oxford acquit la  correspondance de E.P. Warren et John Marshall. Les volontés de  Warren instituaient la position de praelector (en) (d'exécuteur testamentaire) au Corpus Christi College (Oxford) et établit des restrictions, qui n'ont plus valeur actuellement, lesquelles permettaient de s'assurer que le détenteur vivait dans ou près du collège et était seulement un homme.
En 2013, le musée des beaux-arts de Boston déclara qu'une statuette en bronze achetée par Warren en 1904 avait été volée dans un musée français et s'arrangea pour son retour.

## Œuvres (sélection)
- The Prince who did not Exist (1900)
- Classical and American Education (Oxford, B.H. Blackwell, 1918)[17]
- Alcmaeon, Hypermestra, Caeneus (Oxford: B.H. Blackwell, 1919)[18]
- A Tale of Pausanian Love (1927), sous le pseudonyme de  Arthur Lyon Raile
- A Defence of Uranian Love, 3 vols. (imprimé à titre privé  1928–30), sous le  pseudonyme de Arthur Lyon Raile[19]

## Éditions
- Le travail collectif et la Biographie d'Edward Perry Warren, en 2 vols., éditée avec une introduction et les  notes de Michael Matthew Kaylor (Brno, CZ: Masaryk University Press, 2013).  (ISBN 978-80-210-6345-7)
- A Defence of Uranian Love, éditée avec une introduction et les notes de Michael Matthew Kaylor (Kansas City, MO: Valancourt Books, 2009)

## Source de la traduction
- (en) Cet article est partiellement ou en totalité issu de l’article de Wikipédia en anglais intitulé « Edward Perry Warren » (voir la liste des auteurs).